# Merkland Cross

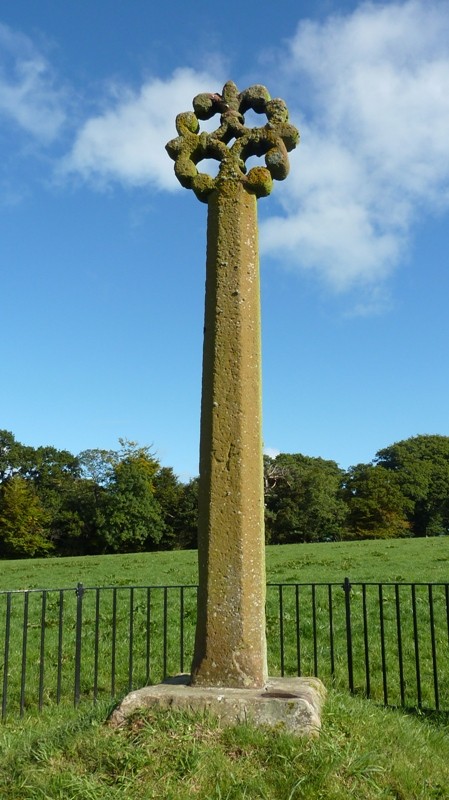
Merkland Cross.

Het Merkland Cross is een wegkruis uit de vijftiende eeuw, staande langs de B7076, 1,6 kilometer ten noorden van Kirkpatrick Fleming in de Schotse regio Dumfries and Galloway.

## Geschiedenis
Het is onbekend waarom het Merkland Cross werd opgericht. Op basis van een aantal beeldhouwkundige karakteristieken wordt vermoed dat het kruis in de vijftiende eeuw is opgericht.
Het kruis kan bijvoorbeeld zijn opgericht als herdenkingsmonument, als marktkruis of als markering van een ontmoetingsplaats. Een traditie zegt dat het kruis de locatie markeert waar een onbekende militaire leider werd gedood. Een mogelijke militaire leider zou John Maxwell, oudste zoon van Robert, tweede Lord Maxwell, kunnen zijn. John stierf in 1484 in de Slag bij Lochmaben Fair in de strijd tegen een Engels leger bijeengebracht door de door Jacobus III verbannen Alexander Stewart, hertog van Albany, en James Douglas, negende graaf van Douglas.

## Bouw
Het Merkland Cross is gehouwen uit één stuk steen. De kolom is achthoekig. Het kruis is bloemvormig. Het kruis staat op een moderne basis. Vermoedelijk staat het kruis nog op de originele locatie.

## Beheer
Het Merkland Cross wordt beheerd door Historic Scotland.